# Eugen Budde
Eugen Budde (* 15. Oktober 1901 in Lüdenscheid; † 19. Februar 1984 in München) war ein deutscher Jurist und Diplomat. Nachdem er von 1925 bis 1939 im diplomatischen Dienst gestanden hatte und nebenamtlich in der Privatwirtschaft tätig gewesen war, arbeitete Budde bis 1945 in der Schweiz und Italien als Wirtschaftsberater und Generaldirektor. Zurück in Deutschland profilierte er sich als Kritiker der Demontage und der alliierten Besatzungspolitik. Hierbei vertrat er insbesondere die These, die Besatzungspolitik verstoße gegen das Völkerrecht. Ab 1950 wirkte er als Generalsekretär des Bundes der Verfolgten des Naziregimes. Gemeinsam mit Peter Lütsches vertrat er eine dezidiert antikommunistische Konzeption des Widerstandes gegen den Nationalsozialismus.

## Leben und Wirken
Budde studierte von 1920 bis 1923 Rechts- und Staatswissenschaften in Marburg, München und Köln und schloss sich in dieser Zeit dem Verein Deutscher Studenten (VDSt) an. Nach dem Examen absolvierte er ab dem 30. August 1923 sein Referendariat im preußischen Justizdienst. Nebenamtlich war er 1923/24 als Berater der Firma Mayweg und Co. Metallwaren sowie des Betriebs seines Vaters tätig. Zugleich publizierte er unter dem Pseudonym Dr. Friedrich Carl Westphal in Zeitungen und im Rundfunk. Ferner arbeitete er für den Arbeitsausschuss Deutscher Verbände und die Reichszentrale für Heimatdienst. Im Juli 1925 wurde er bei Gotthold Bohne an der juristischen Fakultät der Universität Köln über das Thema „Beherrschung der öffentlichen Meinung in der Politik“ promoviert.
Am 18. Juni 1925 war Budde als Attaché in den Auswärtigen Dienst einberufen worden. Seinen Dienst versah er zunächst in der Abteilung IV (Kultur). 1926 wechselte er in die Abteilung III (Britisches Reich, Amerika, Orient) und im September 1926 in die Abteilung II (West- und Südosteuropa). 1928 wurde er zum Legationssekretär befördert. Als Referent des Leiters der Abteilung II, Gerhard Köpke, soll Budde an dem Vertrag von Locarno und dem Briand-Kellogg-Pakt mitgearbeitet haben. Politisch stand Budde in dieser Zeit der DNVP und dem Stahlhelm, Bund der Frontsoldaten nahe.
Von 1934 bis 1937 war Budde an der Deutschen Botschaft beim Heiligen Stuhl tätig. Ab Juni 1935 gehörte er dem Aufsichtsrat der Mühlenbau und Industrie AG (MIAG) in Braunschweig an. Später wurde er stellvertretender Aufsichtsratsvorsitzender. Ab März 1937 war Budde als Gesandtschaftsrat der deutschen Gesandtschaft Bern zugeteilt. Im März 1939 wurde er zunächst beurlaubt und im April 1939 seines Amtes enthoben. Er blieb in der Schweiz, wo er als Wirtschaftsberater arbeitete. 1941 wurde er Generaldirektor des internationalen Mühlenkartells und einer Maschinenfabrik in Monza. In der Literatur finden sich Angaben, Budde sei bis 1938 Legationsrat in Frankreich, den Niederlanden, Italien und der Schweiz gewesen und dann in die Schweiz emigriert. Dem Internationalen Biographischen Archiv (Munzinger-Archiv) mit dem Stand vom 30. August 1948 zufolge wurde Budde unter Joachim von Ribbentrop aus dem diplomatischen Dienst ausgeschlossen und habe seitdem im Exil in der Schweiz und Italien gelebt. Das Nachrichtenmagazin Der Spiegel berichtete 1949, Budde habe 1935/36 den diplomatischen Dienst quittiert, nachdem die Gestapo devisenrechtliche Ratschläge Buddes an einen befreundeten Industriellen gefunden habe.
Nach der Rückkehr nach Deutschland 1945 wurde Budde als Verfolgter des NS-Regimes anerkannt. Er ließ sich in Bad Godesberg nieder, wurde Mitglied der CDU und des außenpolitischem Ausschusses der CDU der britischen Zone. Er engagierte sich zur Besatzungspolitik und zu einem möglichen Friedensvertrag. Mindestens seit Sommer 1946, eventuell seit dem Frühjahr 1946, stand er mit Konrad Adenauer in Kontakt, den er in diesen Fragen beriet. Unter anderem in Zeitungsartikeln vertrat Budde die Ansicht, dass die Militärregierung in ihren Beziehungen zu den Deutschen gegen das Völkerrecht verstoße.
Budde war Mitglied des Zonenbeirats und sollte Vertreter der Britischen Zone beim Länderrat werden, was jedoch nicht verwirklicht werden konnte. 1947 wurde er auf Bitte Hermann Pünders Leiter der „Abteilung Frieden“ der Hauptgeschäftsstelle des Deutschen Städtetages in Bad Godesberg. Dabei sollte unter seiner Anleitung Materialien für ein „Friedenshandbuch der Deutschen Städte“ gesammelt werden, um einen Friedensvertrag vorzubereiten. In seiner Veröffentlichung Gibt es noch deutsche Außenpolitik? stilisierte er den größten Teil des Verkehrs deutscher Stellen mit den Besatzungsmächten zu einem „außenpolitischen Akt“.
Der Berliner Tagesspiegel charakterisierte Buddes Denkschriften  als „nationalistische Verstiegenheit“ und nannte Politiker, die gegenüber den alliierten Militärbehörden mit Haager Landkriegsordnung und der Genfer Konvention argumentierten, „Buddisten“. Unter Hinweis auf das Völkerrecht setzte sich Budde prominent für eine Verweigerung der Demontagen ein. Obzwar ihm Politiker informell Mäßigung nahelegten, wurde er gleichzeitig zu entsprechenden Sitzungen von Wirtschaftsrepräsentanten eingeladen. Seine  Äußerungen waren jedoch nicht mehr tragbar, als er ab 1948 dazu überging, Landesregierungsvertreter in den deutsch-britischen Ausschüssen als Landesverräter anzugreifen und ihnen „scharfe Abrechnung“ anzudrohen. Im Januar 1949 sorgte er für Aufsehen, als er sechs Arbeiter verteidigte, welche die Mitarbeit an Demontage beim Bochumer Verein verweigert hatten.
Im August 1949 forderte Budde in einem Memorandum, die Einbeziehung der Bundesrepublik in den Marshallplan müsse zu der „großen Revisionsplattform“ werden, „von der aus den politischen und wirtschaftlichen Niederhaltungsbestrebungen besonders Frankreichs und Großbritanniens systematisch entgegengearbeitet“ werden sollte. Diese Überlegungen unterschieden sich sehr von der öffentlich geübten politischen Zurückhaltung, wurde aber von Buddes ehemaligem Vorgesetzten Köpke unterstützt.
Nachdem der CDU-Politiker Peter Lütsches im Februar 1950 einen Bund der Verfolgten des Naziregimes als dezidiert antikommunistische Abspaltung vom VVN gegründet hatte, wurde Budde Generalsekretär des Bundes. Gemeinsam mit Lütsches veröffentlichte er 1952 das Buch Wahrheit über den 20. Juli, das einerseits der Zurückweisung der Kollektivschuld-These dienen sollte, andererseits den kommunistischen Widerstand gegen den Nationalsozialismus ausgrenzte.

## Schriften
- Demontagen, Patente, Völkerrecht. Vortrag … 23.9.1947 im Großen Sitzungssaal der Industrie- und Handelskammer Frankfurt a.M., S.L. 1947.
- Gibt es noch eine deutsche Außenpolitik? Betrachtungen zur Politik und Diplomatie eines geschlagenen Staates. von Hugo, Hamburg 1947.
- Gutachten über die Frage, ob und in welchem Falle die Zerstörung bzw. Wegnahme von früheren Krupp-Rüstungsbetrieben in Deutschland nach völkerrechtlichen Vorschriften zulässig ist. Rohden, Essen 1947.
- und Peter Lütsches: Die europäischen Widerstandskämpfer für den Schuman-Plan und für Europa. Eine Umfrage durch Peter Lütsches und Eugen Budde. "Das Freie Wort", Düsseldorf-Gerresheim 1951.
- und Peter Lütsches (Hrsg.): Die Wahrheit über den 20. Juli. Raven, Düsseldorf 1952.
- Wie habe ich meinen Entschädigungs-Antrag für nationalsozialistische Verfolgung zu begründen? Ausführliche Erl. mit d. Wortlaut d. Bundesentschädigungsgesetzes f. Opfer d. nationalsozialistischen Verfolgung. Erfahrungen aus d. Prozesspraxis d. Wiedergutmachungs rechts mit Musteranträgen. Hinweise auf Sondervergünstigungen f. Opfer d. nationalsozialistischen Verfolgung auf steuerrechtlichem Gebiet. Stollfuss, Bonn 1953.